# Amolops chakrataensis
Amolops chakrataensis es un género de anfibios anuros de la familia Ranidae.

## Distribución geográfica
Originaria de la India.